# Merstone
Merstone – osada w Anglii, na wyspie Wight. Leży 6 km na południowy wschód od miasta Newport i 123 km na południowy zachód od Londynu.